# Geheimdienste des Irak
Die Geheimdienste des Irak waren von 1932 bis 2003 zivile und militärische Nachrichtendienste des Irak. Seit 2004 besteht wieder ein irakischer Geheimdienst.

## Anfänge
Erste Anfänge einer Geheimpolizei ist die 1917 mit britischer Hilfe gegründete Spezialeinheit zur Verbrechensbekämpfung (CID). 1932, mit dem Ende des Britischen Mandats Mesopotamiens, erlangte der Irak seine Unabhängigkeit. 
Der militärische Teil der Geheimpolizei, Leiter war ein Brite, existierte vom Ende des Ersten Weltkriegs bis zum Palästinakrieg. 1948 wurde der Dienst reorganisiert, in Directorate of Military Intelligence (DMI) umbenannt und dem irakischen Verteidigungsministerium unterstellt. 1957 wurde der DMI mit dem neu reaktivierten Teil des CID zu einer Geheimdiensteinheit, der Mudīriyyat al-Amn al-ʿĀmma (Directorate of General Security, kurz DGS), nun dem Innenminister unterstehend, zusammengelegt.

## 1969–1973
Neben dem allgemeinen Geheimdienst DGS gründete 1969 die nun an der Macht gekommene Baath-Partei das Maktab al-ʿAlāqāt al-ʿĀmma (Public Relation Bureau, kurz PBS), einen eigenen Sicherheitsapparat der Baath-Partei, der direkt dem Stellvertreter des revolutionären Kommandorats, Saddam Hussein, unterstand. 
1973 wurde das PBS neuorganisiert und in Mudīriyyat al-Muchābarāt al-ʿĀmma (Directorate of General Military Intelligence, kurz DMI) umbenannt. Das DMI unterstand nun direkt dem jeweiligen Verteidigungsminister, der damit den bis zu 4.000 Agenten umfassenden und für den militärischen Bereich wichtigsten Geheimdienst kontrollierte.
Am 30. Juni 1973 verübt der schiitische Leiter des DGS, General Nadhim Kazar (auch Nazim Qasar) einen Putschversuch gegen Ahmad Hasan al-Bakr und Saddam Hussein. Die Verschwörung wurde aufgedeckt, Kazar und seine Anhänger getötet. Nach diesem Putschversuch wird das DGS mit Hilfe des KGB reformiert.

## 1983–2003
1983 strukturierte Saddam Hussein den Geheimdienst, der aus zwei Hauptrichtungen (Militär und Zivil) bestand, neu. Um Attentate vorzubeugen, hatte er seine beiden engsten Vertrauten, sein Sohn Uday Hussein sowie sein Schwiegersohn Hussein Kamel als „Wachhunde“ der Sicherheitsorganisation des Präsidenten (Presidential Security Organization). Diesen unterstand das Büro der Nationalen Sicherheit (Office of National Security), das die anderen Geheimdienste koordinierte und überwachte.     
1984 entstand aus dem DGS der Dschihāz al-Muchābarāt al-ʿIrāqī (Iraqi Intelligence Service, kurz IIS), zuständig für Wirtschaft, Politik und Gegenspionage. Der IIS wird der größte Geheimdienst des Irak mit bis zu 8000 Agenten. Die Leiter der wichtigsten Geheimdienste (IIS, DMI) besetzte Saddam Hussein stets mit Verwandten oder Mitgliedern seines Clans aus Tikrit. Ebenso tauschte Saddam Hussein mehrfach die Führungspositionen (militärisch/zivil, ONS/IIS) und nahm Umorganisationen vor.
Als wichtigste Schlüsselpersonen und bekannte Leiter des irakischen Geheimdienst (DGS/IIS) gelten:
- Nadhim Kazar (1969–1973)
- Sadun Shakir Mahmud al-Tikriti (1973–1977)
- Barzan Ibrahim at-Tikriti (1977–1983)
- Hussein Kamel al-Madschid (1983–1984)
- Fadil al-Barraq Hussein al-Tikriti (1984–?)[1]
- Sabawi Ibrahim at-Tikriti (1991–1995)
- Ali Hasan al-Madschid at-Tikriti (1995–2003)

## Auflösung
Mit Order No 2 löste Paul Bremer am 23. Mai 2003 auch den irakischen Geheimdienst auf.

## Neuanfang 2004
Durch Order No 69 vom 1. April 2004 wurde der neue irakische Geheimdienst (Iraqi National Intelligence Service, kurz INIS; arabisch جهاز المخابرات الوطني العراقي Dschihāz al-Muchābarāt al-Watanī al-ʿIrāqī, DMG Ǧihāz al-Muḫābarāt al-Waṭanī al-ʿIrāqī) gegründet. Erster Direktor des INIS wurde Mohammed Abdullah al-Shahwani, ein sunnitisch-irakischer Turkmene. Von Juni 2016 bis April 2020 war Mustafa Al-Kadhimi Direktor des Geheimdienstes.

## Galerie

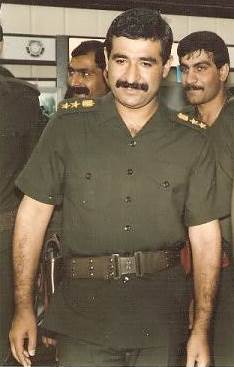
Hussein Kamel al-Madschid
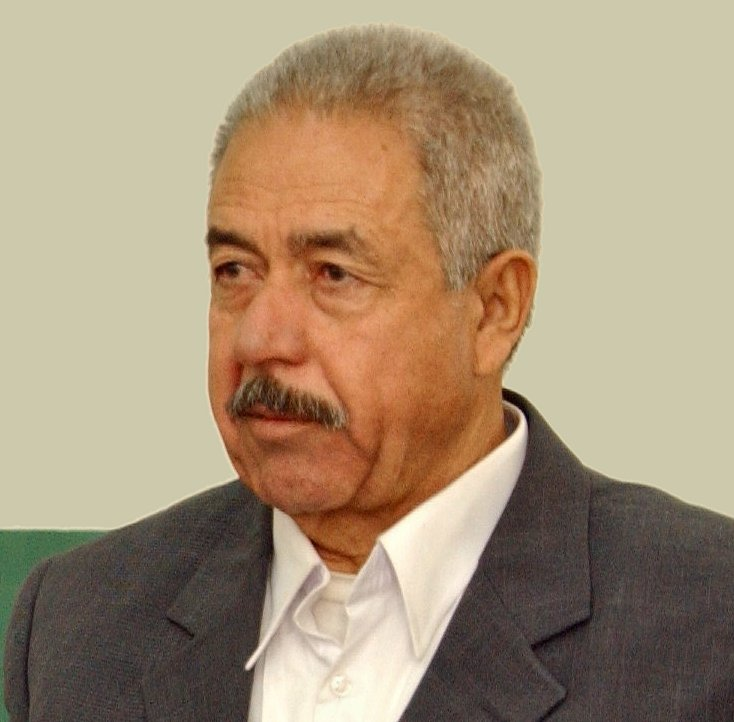
Ali Hasan al-Madschid